# 梅多格羅夫 (內布拉斯加州)
梅多格羅夫（英語：Meadow Grove）是位於美國內布拉斯加州麥迪遜縣的村。

## 人口
根據2020年美國人口普查的數據，梅多格羅夫的面積為0.79平方千米，皆為陸地。當地共有人口287人，而人口密度為每平方千米363人。